# Kế (họ 蓟)
Kế (giản thể: 蓟, phồn thể: 薊) là một họ trong tiếng Trung Quốc.

## Khởi nguyên
Họ Kế vốn là họ Cơ, sau lấy tên nước làm họ. Đầu thời nhà Chu, sau khi Chu Võ Vương diệt nhà Thương, liền phong chư hầu, trong đó hậu duệ của Hoàng Đế (có thuyết nói là hậu duệ của Đế Nghiêu) được phong ở đất Kế (nay là vùng tây nam Bắc Kinh). Nước Kế bị nước Yến diệt, dân nước này liền lấy tên nước làm họ.

## Danh nhân
- Kế Tử Huấn, danh sĩ nhà Hán